# イビラプエラ公園
座標: 南緯23度35分18秒 西経46度39分32秒 / 南緯23.58833度 西経46.65889度
イビラプエラ公園（Parque do Ibirapuera）は、ブラジル最大の都市、サンパウロ市にある都市公園。

## 概要

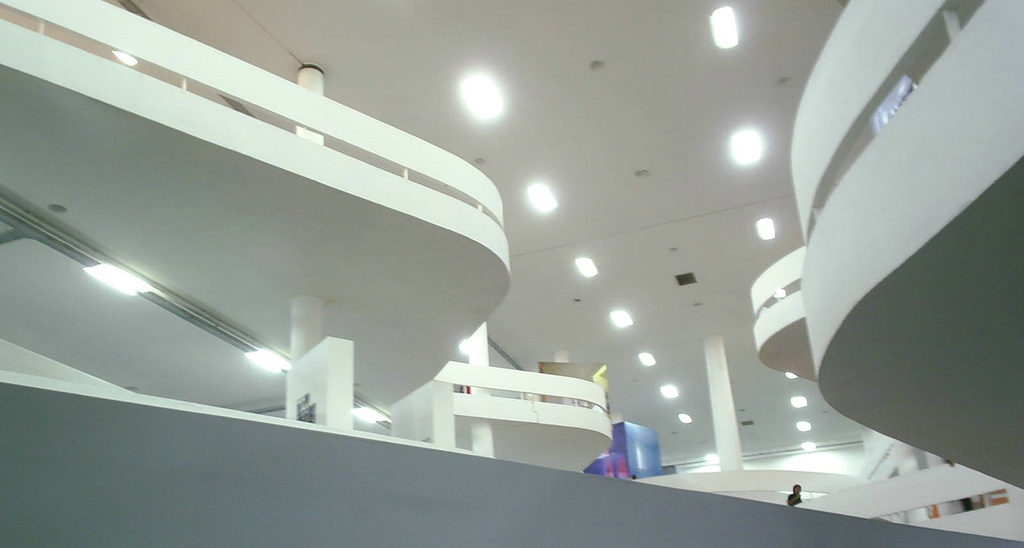
パヴィリオン・ダ・ビエンナール

1954年にサンパウロ市政400周年を記念して造られた市営公園で、サンパウロ市南部に位置する。建築家のオスカー・ニーマイヤーとロバート・ブール・マルクスが設計した。
約158haの広大な敷地内に、大小の池や広大な芝生広場があり、様々な施設が点在している。屋外コンサートの会場としてよく使用される。1990年に総合体育館で大相撲ブラジル場所が開催された。

### 主な施設
- パヴィリオン・ダ・ビエンナール（オスカー・ニーマイヤー設計の見本市会場。サンパウロ・ビエンナーレやサンパウロ・ファッションウィークの会場）
- 総合体育館
- オベリスク（護憲革命記念塔）
- 噴水
- ジョギングコース
- 航空博物館
- サンパウロ近代美術館
- 桜並木
- 日本庭園
- 日系人移民開拓先没者慰霊碑 (日本人墓地)